# Artibeus aztecus
Artibeus aztecus е вид прилеп от семейство Американски листоноси прилепи (Phyllostomidae). Видът не е застрашен от изчезване.

## Разпространение
Разпространен е в Гватемала, Коста Рика, Мексико, Панама, Салвадор и Хондурас.

## Описание
Теглото им е около 20,8 g.